# Cercié
Cercié ist eine französische Gemeinde mit 1.135 Einwohnern (Stand: 1. Januar 2022) im Département Rhône in der Region Auvergne-Rhône-Alpes. Sie gehört zum Arrondissement Villefranche-sur-Saône und zum Kanton Belleville-en-Beaujolais. Die Einwohner werden Cerciatons genannt.

## Geographie
Cercié liegt am Ardière, einem Zufluss der Saône im Weinbaugebiet Bourgogne.

### Nachbargemeinden
Umgeben wird Cercié von den Nachbargemeinden Régnié-Durette im Norden und Nordwesten, Villié-Morgon im Norden und Nordosten, Belleville-en-Beaujolais im Osten, Saint-Lager im Süden sowie Quincié-en-Beaujolais im Westen und Südwesten.

## Bevölkerungsentwicklung
| Jahr                       | 1962 | 1968 | 1975 | 1982 | 1990 | 1999 | 2006 | 2013 |
| Einwohner                  | 503  | 506  | 511  | 651  | 648  | 856  | 911  | 1130 |
| Quellen: Cassini und INSEE |      |      |      |      |      |      |      |      |

## Sehenswürdigkeiten
- Schloss La Terrière